# Юсуф Бараси
Юсуф Бараси (тур. Yusuf Barası, нар. 31 березня 2003, Алкмар) — нідерландський та турецький футболіст, нападник клубу АЗ.
Виступав, зокрема, за клуб АЗ, а також молодіжну збірну Туреччини.

## Клубна кар'єра
Народився 31 березня 2003 року в місті Алкмар.
У дорослому футболі дебютував 2020 року виступами за команду АЗ, кольори якої захищає й донині.

## Виступи за збірні
У 2017 році дебютував у складі юнацької збірної Нідерландів (U-15), загалом на юнацькому рівні взяв участь у 5 іграх, відзначившись одним забитим голом.
У 2021 році залучався до складу молодіжної збірної Туреччини. На молодіжному рівні зіграв у 5 офіційних матчах.

## Статистика виступів

### Статистика клубних виступів
| Сезон             | Команда           | Чемпіонат         | Чемпіонат | Чемпіонат | Національний кубок | Національний кубок | Національний кубок | Континентальні кубки | Континентальні кубки | Континентальні кубки | Інші змагання | Інші змагання | Інші змагання | Усього | Усього |
| Сезон             | Команда           | Ліга              | Ігор      | Голів     | Ліга               | Ігор               | Голів              | Ліга                 | Ігор                 | Голів                | Ліга          | Ігор          | Голів         | Ігор   | Голів  |
| ----------------- | ----------------- | ----------------- | --------- | --------- | ------------------ | ------------------ | ------------------ | -------------------- | -------------------- | -------------------- | ------------- | ------------- | ------------- | ------ | ------ |
| 2020–21           | АЗ                | ЕД                | 0         | 0         | КН                 | 0                  | 0                  | ЛЧ+ЛЄ                | 0+1                  | -                    |               | -             | -             | 1      | 0      |
| 2021–22           | АЗ                | ЕД                | 3         | 0         | КН                 | 1                  | 1                  | ЛК                   | 0                    | 0                    |               | -             | -             | 4      | 1      |
| 2022–23           | АЗ                | ЕД                | 4         | 0         | КН                 | 0                  | 0                  | ЛК                   | 4                    | 0                    |               | -             | -             | 8      | 0      |
| Усього за кар'єру | Усього за кар'єру | Усього за кар'єру | 7         | 0         |                    | 1                  | 0                  |                      | 5                    | 0                    |               | -             | -             | 13     | 0      |